# オラキオ
オラキオ（1977年9月5日 - ）は、日本の芸人、俳優、声優。佐賀県鳥栖市出身。本名は松雪 崇（まつゆき たかし）。2013年までは松雪 オラキオ（まつゆき おらきお）を芸名としていた。
体操選手であった経験を活かした「体操選手のモノマネ」のネタで知られる。

## 略歴・人物
佐賀県鳥栖市出身。佐賀県立鳥栖工業高等学校卒業。中学入学を機に体操教室に通いはじめ、高校時代には3年連続でインターハイ・国体に出場経験のある元体操選手で、お笑いコンビ「弾丸ジャッキー」（2003年 - 2016年）時代は実在の体操選手のモノマネをネタとして披露していた。芸名のオラキオは『時の継承者 ファンタシースターIII』に登場する勇者の名前に由来する。
料理が趣味で、元板前でもあり調理師免許を保有している。2008年（平成20年）には長男が誕生した。
オンデンザメが好きという一面もある。
石橋貴明（とんねるず）のYouTube貴ちゃんねるずでテレビプロデューサーのマッコイ斉藤に過去にレディー・ガガに似た下着モデルとの不倫疑惑を暴露され石橋にレディー・サガ と名付けられる。
高校生の時に福島県の福島国体記念体育館で試合前日のリハーサル中、手が器具に挟まってそれが抜けずそのまま巻き取られてしまい、複雑骨折をしてしまい大会には出られなかった。大会では優勝候補の1人だった。一時期福島県では「福島国体記念大会で死んだ人がいる」という誤情報で伝わっていた。
江頭2:50のYouTubeチャンネル「エガちゃんねる」に出演し、北品川のロビンソンクルーソーカレーハウスの激辛500倍カレーを水無しで完食した。また、前述の通り鳥栖市出身であるため、江頭（旧神埼郡千代田町・現神埼市出身）、はなわ（佐賀市出身であるが、生まれと育ちはそれぞれ埼玉県春日部市・千葉県我孫子市）、チェリー吉武（出身地は静岡県であるが、具体的な市は不明であるが佐賀県育ちであるため）、どぶろっく（二人とも三養基郡基山町出身であるが、森のみ生まれは福岡県）とともに「佐賀県人会」のメンバーでもある。そのため、前述の「エガちゃんねる」では同県人会No.3を名乗っている。
2025年4月、サガテレビで新春特番として放送した自身初の冠番組「オラキオスポーツ」のレギュラー放送が開始

### 芸歴
2003年（平成15年）、アルバイト仲間だった武田テキサス（のちにテキサスに改名）を誘い、お笑いコンビ「弾丸ジャッキー」を結成した。それ以前は坪倉由幸（我が家）と「弾丸バナナ」というコンビ名で活動していた。
2013年（平成25年）には、オラキオの出演していたバラエティ番組『とんねるずのみなさんのおかげでした』（フジテレビ系）の総合演出を務めるマッコイ斎藤の勧めを受け、それまでの「松雪 オラキオ」から「オラキオ」に改名。
2016年（平成28年）3月末をもって弾丸ジャッキーを解散。所属事務所ニュースタッフプロダクションを退社し、フリーのピン芸人として活動を開始した。
2019年（平成31年）4月、おかゆ太郎とコントユニット「ロボットまんぞうさん」を結成。のちにユニット名を「ロボマン」に改名。
芸能活動の傍ら東京都渋谷区代官山で子供向け体操教室「オラキオ体操教室」を開いていた。2020年からは介護施設で介護職員として勤務しており、芸能と一般職の二足の草鞋を実践している。

## 主な出演

### テレビドラマ
- もっと熱いぞ!猫ヶ谷!!（名古屋テレビ放送、2011年10月 - 12月） - 多治見晴夫 役
- 非公認戦隊アキバレンジャー シーズン痛 第8話（BS朝日、2013年5月24日） - 体操のお兄さん（時の拳魔ムトウムシテ（人間態））役
- 三都IDOL物語（HTB、メ〜テレ、KBC、2016年6月24日） - スタッフ 役[8]
- 連続テレビ小説『ひよっこ』（2017年6月3日（9週、54話）、NHK） - 安部 さおりがごまかすために抱きついた喫茶店の客の役
- 孤食ロボット 第7話（2017年7月31日 、日本テレビ） - レストランのシェフ 役
- 刑事ゆがみ 第9話（2017年12月7日、フジテレビ） - 酒屋の店主 役
- わたしに××しなさい!（2018年3月26日 - 4月16日、毎日放送） - 下仁田雄二 役
- ルパンの娘 第9話・第10話（2019年9月12日・9月19日、フジテレビ） - 松永 役
- 未来への10カウント（2022年4月14日 - 6月9日、テレビ朝日） - 坂巻勝夫 役[9][10]
- リエゾン -こどものこころ診療所-（2023年1月20日 - 、テレビ朝日） - 浅川 役（第5話ゲスト）
- ケイジとケンジ、時々ハンジ。（2023年5月25日、テレビ朝日） - 釧路諸介 役（第7話ゲスト）
- Re:リベンジ-欲望の果てに- 第2話（2024年4月18日、フジテレビ） - トラック運転手 役[11]
- まどか26歳、研修医やってます! 第4話（2025年2月4日、TBS） - 澤井 役[12]
- 大追跡〜警視庁SSBC強行犯係〜 第2話（2025年7月16日、テレビ朝日） - 一ノ瀬弘 役[13]

### 配信ドラマ
- 龍が如く〜Beyond the Game〜 (2024年10月 - 、Amazon Prime Video) - 阿波野役

### テレビアニメ
- プラオレ!〜PRIDE OF ORANGE〜（TOKYO MXほか、2021年） - 錦織俊三 役[14]
- セブンボイスミュージアム〜名画と7人の巨匠たち〜（サンテレビ、2023年） - 館長 役[15]

### バラエティ
- 心霊廃拒（エンタメ〜テレ、2016年7月2日 - 9月17日） - MC
- KAT-TUNの世界一タメになる旅!+（2019年 - 、TBSテレビ） -  準レギュラー
- オラキオスポーツ（2025年 - 、サガテレビ）

### 映画
- 春夏秋冬くるぐる（日原進太郎監督、2010年）
- ふみだい食堂（2013年7月25日） - 鉄治郎 役
- 天の茶助（2015年） - 白塗りの男 役 [16]
- ハピネス（2016年公開） - 石田 役[17]
- 忍びの国（2017年7月1日公開）
- Sea Opening（2018年2月10日公開） - らもーん 役
- わたしに××しなさい!（2018年6月23日公開、ティ・ジョイ） - 下仁田 役
- まなみ100%（2023年9月29日公開、SPOTTED PRODUCTIONS） - 三橋先生 役
- コーポ・ア・コーポ（2023年11月17日）

### 劇場アニメ
- 漁港の肉子ちゃん（2021年） - 先生 役[18]

### 舞台
- 殿といっしょ（2012年11月21日 - 29日、前進座劇場）武田晴信（信玄）役
- ファンタシースターオンライン2 -ON STAGE-（2014年12月4日 - 7日、青山劇場）†KAZU† 役 [19]
- ムッシュ・モウソワール 第1回公演『ブラック・ベルト』（2015年）[20]
- ムッシュ・モウソワール 第2回来日公演『レッド・ジャケット』（2016年）[21]
- エン*ゲキ#02『スター☆ピープルズ!!』（2017年1月、紀伊國屋ホール）[22]
- ジョーカー・ゲーム（2017年5月4日 - 7日、Zeppブルーシアター六本木）[23]
- 単独ライブ・オラキオの90（2018年12月14日、LOFT9 Shibuya）[24]
- "ゲーム×演劇"舞台『ゲームしませんか?』（2019年10月30日 - 11月4日、スペース・ゼロ）[25]
- 舞台 魁!!男塾（2022年10月7日 - 11日、渋谷区文化総合センター大和田 伝承ホール）松尾鯛雄 役[26]
- 第2回ももクロ一座特別公演（2023年11月25日 - 12月3日、明治座）[27]
- Mystery Theater vol.2『スターライドオーダー2』（2024年12月29日、ブルースクエア四谷）[28]
- 舞台『ある日、ある時、ない男。』（2025年8月25日 - 9月16日〈予定〉、東京グローブ座 / 9月21日 - 28日〈予定〉、梅田芸術劇場シアター・ドラマシティ / 10月4日 - 7日〈予定〉、J:COM北九州芸術劇場 大ホール） - 星信男 役[29]

### イベント
- EGA FES. 2022 Supported by TOYOMARU（2022年9月30日、LINE CUBE SHIBUYA）

### WEB配信番組
- シロウト女子のえびす裁判（2015年12月8日 - 、MGSシアター） - 番組AD 役、ナレーター [30]
- クジラッキー派遣はじめました（2017年6月9日 - 2017年8月25日SANYO　海日和チャンネル）
- 紺田照の合法レシピ episode2（2018年3月6日、Amazonプライムビデオ）
- KAT-TUNの世界一タメになる旅!+（2018年、Paravi） -  準レギュラー
- エガちゃんねる（YouTube）
  - 江頭がいきなり誕生日会をやったら、テレビでは絶対ありえないことになった（2022年7月8日）
  - 江頭、人生で最高の１日。（2022年10月7日）
  - お前ふざけんな！ぶっ潰してやんよ！（2022年12月23日）
  - 【ステーキ大食い】男４人がかりで大食い界のレジェンド、ロシアン佐藤をぶっ潰す！（2023年1月30日）
  - 江頭、激辛カレー【辛さ500倍】に挑む！（2023年2月24日）
  - え、、、あいつん家、こんなデカいの？（2023年4月21日）
  - 【完食者０人】江頭、地獄の担々麺「激辛MAX無限」に挑む！（2023年6月5日）

### CM
- ミロク情報サービス（2015年 - 2016年）
- 日清食品『日清焼そばU.F.O. 上海オイスター焼そば』(2017年）
- みずほ銀行「ハロウィンジャンボ宝くじ(新市町村振興 第728回 全国自治宝くじ)『侍のハロウィン』篇」（2017年）- ハロウィンジャンボ宝くじ　役
- 日本マクドナルド「グランドビッグマック『GRAND』篇」(2019年) - サラリーマン 役
- サントリー「こだわり酒場のレモンサワー」（2020年）- サラリーマン役、梅沢富美男と共演

### MV
- SEX MACHINEGUNS「メタル経理マン」（2015年） ※ シングルジャケットも出演 [31]
- SEX MACHINEGUNS「メタルタックスマン」（2019年）
- スキマスイッチ 「吠えろ！」(2021年)  ※シングルジャケットも出演

### DVD
- 二人セゾンType-A（Sony Records、2016年11月30日）

メンバーの小池美波の個人PV「転校生探偵・真壁川ナツ」に出演